# 1 500 m masculin à la Ligue de diamant 2012
Navigation
2011
L'épreuve du 1 500 mètres masculin de la Ligue de diamant 2012 se déroule du 11 mai au 7 septembre 2012. La compétition fait successivement étape à Doha, Eugene, Monaco, Lausanne, Birmingham et Bruxelles.

## Calendrier
| Date             | Meeting                         | Ville      | Pays        |
| ---------------- | ------------------------------- | ---------- | ----------- |
| 11 mai 2012      | Qatar Athletic Super Grand Prix | Doha       | Qatar       |
| 2 juin 2012      | Prefontaine Classic             | Eugene     | États-Unis  |
| 7 juin 2012      | Bislett Games                   | Oslo       | Norvège     |
| 20 juillet 2012  | Meeting Herculis                | Monaco     | Monaco      |
| 23 août 2012     | Athletissima                    | Lausanne   | Suisse      |
| 26 août 2012     | Aviva Birmingham Grand Prix     | Birmingham | Royaume-Uni |
| 7 septembre 2012 | Mémorial Van Damme              | Bruxelles  | Belgique    |

## Résultats
| Date | Meeting             | 1er                                | 1er   | 2e                                 | 2e    | 3e                                      | 3e    |
| --- | ------------------- | ---------------------------------- | ----- | ---------------------------------- | ----- | --------------------------------------- | ----- |
| 11 mai 2012 | Doha 1 500 mètres   | Silas Kiplagat 3 min 29 s 63 (WL)  | 4 pts | Asbel Kiprop 3 min 29 s 78 (PB)    | 2 pts | Bethwell Birgen 3 min 31 s 17 (PB)      | 1 pt  |
| 2 juin 2012 | Eugene Mile         | Asbel Kiprop 3 min 49 s 40 (WL)    | 4 pts | Mekonnen Gebremedhin 3 min 50 s 17 | 2 pts | Ayanleh Souleiman 3 min 50 s 21         | 1 pt  |
| 7 juin 2012 | Oslo Mile           | Asbel Kiprop 3 min 49 s 22 (WL)    | 4 pts | Caleb Ndiku 3 min 50 s 00 (SB)     | 2 pts | Mekonnen Gebremedhin 3 min 50 s 02 (SB) | 1 pt  |
| 20 juillet 2012 | Monaco 1 500 mètres | Asbel Kiprop 3 min 29 s 63 (WL)    | 4 pts | Nixon Chepseba 3 min 29 s 78 (PB)  | 2 pts | Nicholas Willis 3 min 31 s 17 (AR)      | 1 pt  |
| 23 août 2012 | Lausanne            | Silas Kiplagat 3 min 31 s 78       | 4 pts | Mekonnen Gebremedhin 3 min 31 s 86 | 2 pts | Matthew Centrowitz 3 min 31 s 96 (PB)   | 1 pt  |
| 26 août 2012 | Birmingham          | Mekonnen Gebremedhin 3 min 34 s 80 | 4 pts | Nixon Chepseba 3 min 35 s 09       | 2 pts | James Magut 3 min 35 s 74               | 1 pt  |
| 7 septembre 2012 | Bruxelles           | Silas Kiplagat 3 min 31 s 98       | 8 pts | Mekonnen Gebremedhin 3 min 32 s 10 | 4 pts | Bethwell Birgen 3 min 32 s 24           | 2 pts |
| Records et Performances - AR : Record continental (area record) - CR : Record des championnats (championship record) - MR : Record du meeting (meet record) - NR : Record national (national record) - OR : Record olympique (olympic record) - PR : Record paralympique (paralympic record) - PB : Record personnel (personal best) - SB : Meilleure performance personnelle de la saison (season's best) - WL : Meilleure performance mondiale de l'année (world leader) - WJR : Record du monde junior (world junior record) - WR : Record du monde (world record) Circonstances et Conditions - DNF : N'a pas terminé (did not finish) - DNS : N'a pas pris le départ (did not start) - DQ : Disqualification (disqualification) - NM : Aucun essai valable enregistré (No Mark) - Q : Qualifié « directement » au prochain tour (ou à la prochaine compétition), lors d'une compétition majeure, grâce au classement ou à la réalisation des minima (automatic qualifier) - q : Qualifié au prochain tour (ou à la prochaine compétition), lors d'une compétition majeure, grâce au repêchage ou à la réalisation de l'une des meilleures performances parmi celles des « non qualifiés directement » (grâce au meilleur temps ou à la meilleure distance par exemple) (secondary qualifier) |                     |                                    |       |                                    |       |                                         |       |

## Classement général
- Classement final[1] :

| Rang | Athlète              | Points |
| ---- | -------------------- | ------ |
| 1    | Silas Kiplagat       | 16     |
| 2    | Asbel Kiprop         | 14     |
| 3    | Mekonnen Gebremedhin | 13     |